# Ricardo Gómez García
Ricardo Gómez García fue un militar y carabinero español que participó en la Guerra civil, llegando a mandar varias unidades militares.

## Biografía
Miembro del Cuerpo de Carabineros, en julio de 1936 ostentaba el rango de teniente y se encontraba destinado en Guipúzcoa; desde su puesto se opuso a la sublevación militar. Tomó parte en la defensa de Irún, junto a los carabineros de teniente Ortega y las milicias mandadas por Manuel Cristóbal Errandonea. Considerado un militar eficiente, con posterioridad mandó la 1.ª División del Cuerpo de Ejército de Euzkadi, interviniendo en la campaña de Vizcaya. Sería sustituido por el teniente coronel Joseph Putz, si bien Gómez volvería a ocupar el mando de la división —que fue transformada en la 48.ª División del Ejército republicano—.
Tras la caída del frente Norte regresó a la zona central republicana, donde continuó la lucha. Llegó a mandar la 56.ª División, que guarnecía el frente del Segre. Su unidad tuvo un mal desempeño al comienzo de la campaña de Cataluña, con la desbandada general de algunas de sus unidades ante el ataque enemigo. Al parecer Gómez García habría sido rebajado y puesto al mando de una unidad menor, la 23.ª Brigada Mixta. A partir de aquí se pierde su rastro.